# Tsuyoshi Furukawa
Tsuyoshi Furukawa (Aomori, 21 september 1972) is een voormalig Japans voetballer.

## Carrière
Tsuyoshi Furukawa speelde tussen 1995 en 2004 voor Otsuka Pharmaceutical, Consadole Sapporo en Montedio Yamagata.